# Хандса
Хандса или ханса (эст. handsa) — алкогольный напиток, который традиционно изготавливается из ржаного солода в домашних условиях. Это национальный напиток народа сету, проживающего на юго-востоке Эстонии. Градусность напитка может сильно варьироваться, но обычно она достигает более 40 %.

## Разновидности
Качество хандсы может зависеть от содержания метанола или различных продуктов брожения. Хандсу обычно перегоняют дважды. Существует множество разновидностей этого напитка, но можно выделить два его главных вида — хандсу коричневую и белую. Белая хандса — это напиток, который пьют сразу после перегонки. Коричневую хандсу перед употреблением обычно хранят в дубовых бочках в течение нескольких месяцев.

## Закон о запрете алкоголя
Продажа и приготовление хандсы в Эстонии запрещены в соответствии с Законом об алкоголе, который гласит, что производство крепких алкогольных напитков (более 22 % спирта) в домашних условиях является незаконным.
Некоторые жители Эстонии оспаривают этот закон. Так, активист культуры сету Ахто Раудоя пишет: «У каждого народа есть свои традиции <…> и запретить их никак не получится».
Психолог Аво-Рейн Терепинг также защищает производство хандсы. В своей статье в Postimees он говорит, что «во всей Европе мелкие производители алкоголя являются приемлемым явлением, и даже прилавки в магазинах Эстонии часто заполнены крепкими спиртными напитками мелких фирм из других стран».